# چاقوها بیرون
«چاقوها بیرون» (به انگلیسی: Knives Out) نام آهنگی از گروه آلترنیتیو راک انگلیسی ردیوهد است که در سال ۲۰۰۱ منتشر شد.آهنگ ترکیبی از گیتار آگوستیک و گیتار الکترونیک است که مکمل صدای تام یورک می‌شود.چاقوها بیرون یکی از آهنگ‌های آلبوم فراموشکار است و در زمان ضبط آلبوم کید ای ضبط شده‌است.همچنین این دومین آهنگی است که از آلبوم فراموشکار به صورت تک‌آهنگ منتشر شد و نسبت به دیگر آهنگ‌های آن دوره ردیوهد بیشتر پخش رادیویی شد.در جدول انگلستان آهنگ به رتبه سیزدهم رسید و برای چهار هفته رتبه اول در جدول فروش کانادا را در اختیار داشت.

## ضبط
چاقوها بیرون به این دلیل که در دوره طولانی( ٣٧٣ روز) ضبط شده‌است، مشهور است. با این که چاقوها بیرون شباهت کمی به آهنگ‌های اولیه ردیوهد دارد، اما عموماً به عنوان یکی از سنتی‌ترین گیتار پاپی که گروه تا به حال ضبط کرده‌است شناخته می‌شود.
هنگامی که اد اوبراین، گیتاریست، آهنگ را برای جانی مار(گروه اسمیتز) نواخت، مار زمانی که شنید آهنگ تأثیر زیادی از گروه او گرفته‌ است متاثر شد. همچنین این آهنگ به یکی از قسمت‌های آهنگ پارانوید اندروید نیز شباهت دارد. آهنگ بعدها توسط د فلیمینگ لیپز نیز کاور شد و پیانیست کلاسیک کریستوفر اوریلی نیز آن را کاور کرده‌ است.

## ساختار
یورک عموماً آهنگ را تشریح "آدم‌خواری" معرفی می‌کند.در یکی از مصاحبه‌ها یورک گفت:"این تا حدودی ایده تاجران است که زن و فرزند خود را رها می‌کنند و دیگر برنمی‌گردند.این همچنین درباره جانبازان جنگ است زمانی که در جنگ به یکی نگاه می‌کنید و می‌دانید که خواهد مرد.این مانند سایه‌ای است که بر آنها سنگینی می‌کند یا شیوه نگاه کردن آنها که مستقیماً به شما زل می‌زنند.درخشش از چشمانش محو می‌شود."

## لیست آهنگ‌ها

### بریتانیا سی‌دی اول
1. Knives Out
2. Cuttooth
3. Life in a Glasshouse

### بریتانیا سی‌دی دوم
1. Knives Out
2. Worrywort
3. Fog

## نماهنگ
نماهنگ آهنگ که توسط مایکل گاندری کاردگردانی شده‌است، تام یورک را نشان می‌دهد که در کنار زنی در بیمارستان است که به نظر می‌رسد معشوقه تام در ویدئو باشد. تمام ویدئو در یک برداشت ضبط شده‌است. ویدئو تلاشی است برای نشان دادن فضای سوررئال و هماهنگ شدن با فضای ترانه آهنگ. از بعضی جهات این ویدئو با فیلم درخشش ابدی یک ذهن پاک که گاندری بعدها آن را ساخت، شباهت هایی دارد.